# Collegio di Kingswood
Kingswood è stato un collegio elettorale inglese situato in Avon e rappresentato alla camera dei Comuni del parlamento del Regno Unito. Eleggeva un membro del parlamento con il sistema maggioritario a turno unico; il collegio è stato abolito in occasione della revisione periodica del 2024.

## Estensione
- 1974–1983: i distretti urbani di Kingswood e Mangotsfield e il distretto rurale di Warmley.
- 1983–1997: i ward del distretto di Kingswood di Chase, Chiphouse, Downend, Forest, Hanham, Mangotsfield, New Cheltenham, Soundwell, Staple Hill e Woodstock, e i ward della città di Bristol di Frome Vale, Hillfields, St George East e St George West.
- 1997–2010: i ward del Borough di Kingswood di Badminton, Blackhorse, Bromley Heath, Chase, Chiphouse, Downend, Forest, Hanham, Mangotsfield, New Cheltenham, Oldland Barrs Court, Oldland Cadbury Heath, Oldland Longwell Green, Siston, Soundwell, Springfield, Staple Hill e Woodstock, e i ward della città di Bristol di Frome Vale e Hillfields.
- 2010–2024: i ward del distretto di South Gloucestershire di Bitton, Hanham, Kings Chase, Longwell Green, Oldland Common, Parkwall, Rodway, Siston e Woodstock.

Il collegio copriva parte dell'autorità unitaria del South Gloucestershire, e consisteva dei quartieri orientali di Bristol e dei villaggi immediatamente fuori dai confini cittadini, inclusa la città di Kingswood. 
La Boundary Commission for England, nella sua quinta revisione dei collegi di Westminster, propose cambiamenti dei confini a partire dalle elezioni generali del 2010. In particolare, tutti i ward del collegio si trovavano nell'autorità del South Gloucestershire. Prima del 2010, i ward di Frome Vale e Hillfields della città di Bristol facevano parte del collegio di Kingswood, ma furono trasferiti a Bristol East. All'interno del South Gloucestershire, Kingswood ottenne Hanham, Bitton e Oldland Common dall'ex Wansdyke, ma perse Downend e Staple Hill a vantaggio di Filton and Bradley Stoke.

## Membri del parlamento
| Elezione | Elezione       | Deputato         | Partito          |
| -------- | -------------- | ---------------- | ---------------- |
|          | 1974           | Terry Walker     | Laburista        |
|          | 1979           | Jack Aspinwall   | Conservatore     |
| 1983     | Robert Hayward |                  | Conservatore     |
|          | 1992           | Roger Berry      | Laburista        |
|          | 2010           | Chris Skidmore   | Conservatore     |
|          | 2024 (S)       | Damien Egan      | Laburista        |
|          | 2024           | Collegio abolito | Collegio abolito |

## Elezioni

### Elezioni negli anni 2020
| Partito                    | Partito                                           | Candidato                  | Risultati 15 febbraio 2024 | Risultati 15 febbraio 2024 |
| Partito                    | Partito                                           | Candidato                  | Voti                       | %                          |
| -------------------------- | ------------------------------------------------- | -------------------------- | -------------------------- | -------------------------- |
|                            | Laburista                                         | Damien Egan                | 11 176                     | 44,94                      |
|                            | Conservatore                                      | Sam Bromiley               | 8 675                      | 34,88                      |
|                            | Reform UK                                         | Rupert Lowe                | 2 578                      | 10,37                      |
|                            | Verdi                                             | Lorraine Francis           | 1 450                      | 5,83                       |
|                            | Lib Dem                                           | Andrew Brown               | 861                        | 3,46                       |
|                            | UKIP                                              | Nicholas Wood              | 129                        | 0,52                       |
|                            |                                                   |                            |                            |                            |
| Iscritti                   | Iscritti                                          | Iscritti                   | 67 103                     | 100,00                     |
| ↳ Votanti (% su iscritti)  | ↳ Votanti (% su iscritti)                         | ↳ Votanti (% su iscritti)  | 24 869                     | 37,06                      |
| ↳ Astenuti (% su iscritti) | ↳ Astenuti (% su iscritti)                        | ↳ Astenuti (% su iscritti) | 42 234                     | 62,94                      |
|                            |                                                   |                            |                            |                            |
|                            | Esito: collegio passa da Conservatore a Laburista |                            |                            |                            |

### Elezioni negli anni 2010
| Partito                    | Partito                                   | Candidato                  | Risultati 12 dicembre 2019 | Risultati 12 dicembre 2019 |
| Partito                    | Partito                                   | Candidato                  | Voti                       | %                          |
| -------------------------- | ----------------------------------------- | -------------------------- | -------------------------- | -------------------------- |
|                            | Conservatore                              | Chris Skidmore             | 27 712                     | 56,19                      |
|                            | Laburista                                 | Nicola Bowden-Jones        | 16 492                     | 33,44                      |
|                            | Lib Dem                                   | Dine Romero                | 3 421                      | 6,94                       |
|                            | Verdi                                     | Joseph Evans               | 1 200                      | 2,43                       |
|                            | Animal Welfare                            | Angelika Cowell            | 489                        | 0,99                       |
|                            |                                           |                            |                            |                            |
| Iscritti                   | Iscritti                                  | Iscritti                   | 68 972                     | 100,00                     |
| ↳ Votanti (% su iscritti)  | ↳ Votanti (% su iscritti)                 | ↳ Votanti (% su iscritti)  | 49 314                     | 71,50                      |
| ↳ Astenuti (% su iscritti) | ↳ Astenuti (% su iscritti)                | ↳ Astenuti (% su iscritti) | 19 658                     | 28,50                      |
|                            |                                           |                            |                            |                            |
|                            | Esito: collegio confermato a Conservatore |                            |                            |                            |

| Partito                    | Partito                                   | Candidato                  | Risultati 8 giugno 2017 | Risultati 8 giugno 2017 |
| Partito                    | Partito                                   | Candidato                  | Voti                    | %                       |
| -------------------------- | ----------------------------------------- | -------------------------- | ----------------------- | ----------------------- |
|                            | Conservatore                              | Chris Skidmore             | 26 754                  | 54,89                   |
|                            | Laburista                                 | Mhairi Threlfall           | 19 254                  | 39,50                   |
|                            | Lib Dem                                   | Karen Wilkinson            | 1 749                   | 3,59                    |
|                            | Verdi                                     | Matt Furey-King            | 984                     | 2,02                    |
|                            |                                           |                            |                         |                         |
| Iscritti                   | Iscritti                                  | Iscritti                   | 69 426                  | 100,00                  |
| ↳ Votanti (% su iscritti)  | ↳ Votanti (% su iscritti)                 | ↳ Votanti (% su iscritti)  | 48 741                  | 70,21                   |
| ↳ Astenuti (% su iscritti) | ↳ Astenuti (% su iscritti)                | ↳ Astenuti (% su iscritti) | 20 685                  | 29,79                   |
|                            |                                           |                            |                         |                         |
|                            | Esito: collegio confermato a Conservatore |                            |                         |                         |

| Partito                    | Partito                                   | Candidato                  | Risultati 7 maggio 2015 | Risultati 7 maggio 2015 |
| Partito                    | Partito                                   | Candidato                  | Voti                    | %                       |
| -------------------------- | ----------------------------------------- | -------------------------- | ----------------------- | ----------------------- |
|                            | Conservatore                              | Chris Skidmore             | 23 252                  | 48,32                   |
|                            | Laburista                                 | Jo McCarron                | 14 246                  | 29,60                   |
|                            | UKIP                                      | Duncan Odgers              | 7 133                   | 14,82                   |
|                            | Lib Dem                                   | Adam Boyden                | 1 827                   | 3,80                    |
|                            | Verdi                                     | Cezara Nanu                | 1 370                   | 2,85                    |
|                            | BNP                                       | Julie Lake                 | 164                     | 0,34                    |
|                            | TUSC                                      | Richard Worth              | 84                      | 0,17                    |
|                            | Vapers In Power                           | Liam Bryan                 | 49                      | 0,10                    |
|                            |                                           |                            |                         |                         |
| Iscritti                   | Iscritti                                  | Iscritti                   | 67 992                  | 100,00                  |
| ↳ Votanti (% su iscritti)  | ↳ Votanti (% su iscritti)                 | ↳ Votanti (% su iscritti)  | 48 125                  | 70,78                   |
| ↳ Astenuti (% su iscritti) | ↳ Astenuti (% su iscritti)                | ↳ Astenuti (% su iscritti) | 19 867                  | 29,22                   |
|                            |                                           |                            |                         |                         |
|                            | Esito: collegio confermato a Conservatore |                            |                         |                         |

| Partito                    | Partito                                           | Candidato                  | Risultati 6 maggio 2010 | Risultati 6 maggio 2010 |
| Partito                    | Partito                                           | Candidato                  | Voti                    | %                       |
| -------------------------- | ------------------------------------------------- | -------------------------- | ----------------------- | ----------------------- |
|                            | Conservatore                                      | Chris Skidmore             | 19 362                  | 40,42                   |
|                            | Laburista                                         | Roger Berry                | 16 917                  | 35,31                   |
|                            | Lib Dem                                           | Sally Fitzharris           | 8 072                   | 16,85                   |
|                            | UKIP                                              | Neil Dowdney               | 1 528                   | 3,19                    |
|                            | BNP                                               | Michael Carey              | 1 311                   | 2,74                    |
|                            | Verdi                                             | Nick Foster                | 383                     | 0,80                    |
|                            | Democratici                                       | Michael Blundell           | 333                     | 0,70                    |
|                            |                                                   |                            |                         |                         |
| Iscritti                   | Iscritti                                          | Iscritti                   | 66 361                  | 100,00                  |
| ↳ Votanti (% su iscritti)  | ↳ Votanti (% su iscritti)                         | ↳ Votanti (% su iscritti)  | 47 906                  | 72,19                   |
| ↳ Astenuti (% su iscritti) | ↳ Astenuti (% su iscritti)                        | ↳ Astenuti (% su iscritti) | 18 455                  | 27,81                   |
|                            |                                                   |                            |                         |                         |
|                            | Esito: collegio passa da Laburista a Conservatore |                            |                         |                         |

### Elezioni negli anni 2000
| Partito                    | Partito                                | Candidato                  | Risultati 5 maggio 2005 | Risultati 5 maggio 2005 |
| Partito                    | Partito                                | Candidato                  | Voti                    | %                       |
| -------------------------- | -------------------------------------- | -------------------------- | ----------------------- | ----------------------- |
|                            | Laburista                              | Roger Berry                | 26 491                  | 47,04                   |
|                            | Conservatore                           | Owen Inskip                | 18 618                  | 33,06                   |
|                            | Lib Dem                                | Geoff Brewer               | 9 089                   | 16,14                   |
|                            | UKIP                                   | John Knight                | 1 444                   | 2,56                    |
|                            | Indipendente                           | David Burnside             | 669                     | 1,19                    |
|                            |                                        |                            |                         |                         |
| Iscritti                   | Iscritti                               | Iscritti                   | 88 400                  | 100,00                  |
| ↳ Votanti (% su iscritti)  | ↳ Votanti (% su iscritti)              | ↳ Votanti (% su iscritti)  | 56 311                  | 63,70                   |
| ↳ Astenuti (% su iscritti) | ↳ Astenuti (% su iscritti)             | ↳ Astenuti (% su iscritti) | 32 089                  | 36,30                   |
|                            |                                        |                            |                         |                         |
|                            | Esito: collegio confermato a Laburista |                            |                         |                         |

| Partito                    | Partito                                | Candidato                  | Risultati 7 giugno 2001 | Risultati 7 giugno 2001 |
| Partito                    | Partito                                | Candidato                  | Voti                    | %                       |
| -------------------------- | -------------------------------------- | -------------------------- | ----------------------- | ----------------------- |
|                            | Laburista                              | Roger Berry                | 28 903                  | 54,87                   |
|                            | Conservatore                           | Robert Marven              | 14 941                  | 28,36                   |
|                            | Lib Dem                                | Christopher Greenfield     | 7 747                   | 14,71                   |
|                            | UKIP                                   | David Smith                | 1 085                   | 2,06                    |
|                            |                                        |                            |                         |                         |
| Iscritti                   | Iscritti                               | Iscritti                   | 80 531                  | 100,00                  |
| ↳ Votanti (% su iscritti)  | ↳ Votanti (% su iscritti)              | ↳ Votanti (% su iscritti)  | 52 676                  | 65,41                   |
| ↳ Astenuti (% su iscritti) | ↳ Astenuti (% su iscritti)             | ↳ Astenuti (% su iscritti) | 27 855                  | 34,59                   |
|                            |                                        |                            |                         |                         |
|                            | Esito: collegio confermato a Laburista |                            |                         |                         |

## Risultati dei referendum

### Referendum sulla permanenza del Regno Unito nell'Unione europea del 2016
|             | Collegio  | Lasciare UE % | Rimanere in UE % |
| ----------- | --------- | ------------- | ---------------- |
|             | Kingswood | 56,8%         | 43,2%            |
| Inghilterra | 53,3%     | 46,7%         |                  |
| Regno Unito | 51,9%     | 48,1%         |                  |